# Dzsamál Menád
Dzsamál Menád (arabul: جمال مناد); (El Bayadh, 1960. július 22. – 2025. március 22.) algériai válogatott labdarúgó és edző.

## Pályafutása

### Klubcsapatban
1976 és 1981 között a Belouizdadban játszott. 1981 és 1987 között a JE Tizi-Ouzou játékosa volt, melynek tagjaként négy bajnoki címet (1982, 1983, 1985, 1986) szerzett és 1981-ben megnyerte a CAF-bajnokok kupáját. 1987 és 1990 között a francia Nîmes Olympique labdarúgója volt. 1990-ben Portugáliába szerződött a Famalicão együtteséhez, ahol két évet töltött. Az 1992–93-as idényben a Belenenses csapatát erősítette. 1993 és 1996 között a JS Kabylie játékosa volt, melynek színeiben 1995-ben bajnoki címet szerzett és megnyerte a kupagyőztesek Afrika-kupáját. 1997-ben az USM Alger színeiben vonult vissza az aktív játéktól. 

### A válogatottban
1980 és 1995 között 81 alkalommal szerepelt az algériai válogatottban és 25 gólt szerzett. Részt vett az 1986-os világbajnokságon, ahol Brazília ellen kezdőként, Spanyolország ellen csereként lépett pályára. Az Észak-Írország elleni csoportmérkőzésen nem kapott lehetőséget. Részt vett az 1980. évi nyári olimpiai játékokon és tagja volt az 1984-es, az 1986-os, az 1988-as és az 1992-es afrikai nemzetek kupáján szereplő válogatott keretének, valamint az 1990-ben győztes csapatnak is.

### Edzőként
2005-ben az USM Alger csapatánál kezdte az edzőködét. 2007 és 2011 között a JSM Béjaïa együttesénél dolgozott. 2011 és 2012 között a CR Belouizdad, 2012 és 2013 között az USM Alger vezetőedzője volt. 2014-ben az Egyesült Arab Emírségekben vállalt munkát az el-Vahda csapatánál. 

## Sikerei, díjai
JS Kabylie
- Algériai bajnok (5): 1982, 1983, 1985, 1986, 1995
- CAF-bajnokok kupája (1): 1981
- Kupagyőztesek Afrika-kupája győztes (1): 1995

Algéria
- Afrikai nemzetek kupája győztes (1): 1990

Egyéni
- Az Afrikai nemzetek kupája gólkirálya (1): 1990 (4 góllal)